# Pavle Kernjak
Pavle Kernjak, slovenski skladatelj, organist, zborovodja, * 9. februar 1899, Šentilj ob Dravi, Koroška, † 11. december 1979, Trebinja pri Šentilju ob Dravi.

## Življenje
Bil je skladatelj samouk; učil se je ob harmoniju, ki mu ga je kupil oče. Skomponiral in priredil je nad sto pesmi. Izhodišče delovanja je našel v koroški ljudski pesmi. Postal je osrednja glasbena osebnost na avstrijskem Koroškem že med obema vojnama, po drugi svetovni vojni pa je njegovo delo postalo poznano predvsem po zaslugi Slovenskega okteta tudi izven meja Koroške. Pomen Kernjakove glasbe je predvsem v njeni preprostosti, v melodiki, ki črpa iz koroško-slovenskega melosa, in v harmoniji, ki se naslanja na ljudsko pesemsko izročilo.

## Delo
Njegovi najbolj poznani pesmi sta Mojcej in Katrca ter sta skoraj ponarodeli, saj sta še danes na repertoarjih večine zborov.
Nagrade
Za svoje delo je Kernjak dobil več nagrad:
- Odličje svobode, najvišje priznanje za dosežke na glasbenem področju,
- Gallusova plaketa,
- Drabosnjakovo priznanje.

## Glasbena primera
- Mojcej
- Katrca